# Escut i bandera de Gaibiel
L'escut i la bandera de Gaibiel són els símbols representatius de Gaibiel, municipi del País Valencià, a la comarca de l'Alt Palància.

## Escut heràldic
L'escut oficial de Gaibiel té el següent blasonament:
| « | Escut quadrilong de punta redona. En camp de gules, un arbre de sinople i al seu peu, de sable, un llebrer passant a destra amb collar d'argent. Per timbre, corona reial oberta. | » |

## Bandera
La bandera oficial de Gaibiel té la següent descripció:
| « | Bandera de proporcions 2:3. Tercejada en baix. Al primer terç, el de l'asta i el tercer, al batent, de gules o roig. Al segon, el del mig, de blanc un arbre de sinople i al seu peu, de negre, un llebrer passant a destra, amb collar d'argent. | » |

## Història
L'escut fou aprovat per Resolució de 14 de desembre de 2000, del conseller de Justícia i Administracions Públiques, publicada en el DOGV núm. 3.920, del 18 de gener de 2001.
L'arbre és un element tradicional de l'escut de la vila, amb el llebrer extret de les armes dels Carrillo, antics barons de Gaibiel.
La bandera fou aprovada per Resolució de 3 de febrer de 2004, del conseller de Justícia i Administracions Públiques, publicada en el DOCV núm. 4.695, de 19 de febrer de 2004.